# Dagenham & Redbridge Football Club 2013-2014
Questa voce raccoglie le informazioni riguardanti il Dagenham & Redbridge Football Club nelle competizioni ufficiali della stagione 2013-2014.

## Rosa
| N. |                        | Ruolo | Calciatore         |
| -- | ---------------------- | ----- | ------------------ |
| 1  | Inghilterra (bandiera) | P     | Chris Lewington    |
| 2  | Inghilterra (bandiera) | D     | Luke Wilkinson     |
| 3  | Inghilterra (bandiera) | D     | Oluwafemi Ilesanmi |
| 4  | Inghilterra (bandiera) | D     | Scott Doe          |
| 5  | Inghilterra (bandiera) | D     | Brian Saah         |
| 6  | Inghilterra (bandiera) | C     | Billy Bingham      |
| 7  | Inghilterra (bandiera) | C     | Medy Elito         |
| 8  | Inghilterra (bandiera) | D     | Abu Ogogo          |
| 9  | Irlanda (bandiera)     | A     | Rhys Murphy        |
| 10 | Inghilterra (bandiera) | A     | Josh Scott         |
| 11 | Inghilterra (bandiera) | A     | Afolabi Obafemi    |
| 14 | Ghana (bandiera)       | A     | Chris Dickson      |

| N. |                             | Ruolo | Calciatore       |
| -- | --------------------------- | ----- | ---------------- |
| 15 | Inghilterra (bandiera)      | C     | Matthew Saunders |
| 16 | Inghilterra (bandiera)      | A     | Louis Dennis     |
| 17 | Inghilterra (bandiera)      | C     | Luke Howell      |
| 18 | Inghilterra (bandiera)      | D     | Gavin Hoyte      |
| 20 | Irlanda del Nord (bandiera) | C     | Sean Shields     |
| 22 | Inghilterra (bandiera)      | D     | Ian Gayle        |
| 23 | Inghilterra (bandiera)      | A     | Brian Woodail    |
| 26 | Inghilterra (bandiera)      | D     | Jack Connors     |
| 30 | Inghilterra (bandiera)      | P     | Jordan Seabrigt  |
| 31 | Inghilterra (bandiera)      | P     | Llyod Anderson   |
| 41 | Inghilterra (bandiera)      | A     | Zavon Hines      |